# Чечерская волость
Чече́рская во́лость — административно-территориальная единица в составе Рогачёвского уезда Могилёвской губернии Российской империи (в 1919—1923 годах — Гомельской губернии РСФСР). Волостной центр — местечко Чечерск.
В 1894 году в Чечерскую волость входило 18 сельских обществ. Чечерск являлся центром 3-го участка Рогачёвского уезда для отправления воинской повинности.
В 1909 году в состав волости входили следующие населённые пункты:
слобода Аннаполье, Бердыж (деревня, фольварк и имение), деревня Глыбочица, Залавье (деревня и фольварк), Захарполье (слобода и фольварк), деревня Ипполитовка, слобода Красная, околица Кураки, фольварк Любичи, деревня Макрень, Малыничи (село и фольварк), деревня Мотневичи, Нивки (посёлок и имение), Новые Малыничи (околица и хутор), хутор Овручье, деревня Отор, имение Плюсище, застенок Пустынки, Ровковичи (село и имение), деревня Саприки, деревня Средние Малыничи, деревня Старые Малыничи, деревня Турищевичи, Чечерск (местечко и имение), Шапрудовка (деревня и хутор), хутор Широкое, и деревня Яцковщина.
29 апреля 1919 года Чечерская волость вошла в состав Гомельской губернии РСФСР.
9 мая 1923 года к ней присоединена территория Дудичской волости.
8 декабря 1926 года в связи с новым административно-территориальным делением Чечерская волость ликвидирована и образован Чечерский район, который включён в состав Гомельского округа БССР.

## Волостные старшины
- Иван Петрович Санковский (1893—?)